# 서원주역
서원주역(Seowonju station, 西原州驛)은 강원특별자치도 원주시 지정면 간현리에 위치한 중앙선과 강릉선의 철도역이다.
구 간현역 남쪽에 있으며, 기능상 간현역과 동화역을 통합하는 형태로 신설되었다. 강릉선은 이 역부터 강릉역까지 모두 지상 구간이다.
경강선은 평면교차를 통하여 분기한다. 동화역과 만종역은 강원본부로 이관되어 월경지가 되었고, 이후 동화역은 서원주역과 통합되는 형태로 폐역됐다. 승강장은 고상홈과 저상홈이 같이 붙어 있다. 구내에 검수고와 주박용 선로가 있다.

## 연혁
- 2012년 9월 25일: 개통[1]과 함께 무정차 통과역으로 운영
- 2016년 8월 25일: 경강선 서원주 ~ 만종 구간 공사 완료[2]
- 2018년 10월 1일: 여객시설 건립 확정[3]
- 2020년 4월: 역사 준공
- 2020년 9월 2일: 한국철도공사 구조조정으로 관할 기관이었던 수도권동부본부가 서울본부 산하기관으로 통합(수도권동부본부→수도권동부지역관리단)
- 2021년 1월 5일 : 영업 개시 및 보통역 승격
- 2022년 11월 5일 : ITX-새마을 정차 개시
- 2023년 12월 15일 : KTX복합열차 운행
- 2023년 12월 29일 : ITX-마음 정차 개시

## 역 구조

### 승강장
2면 7선의 쌍섬식(저상홈과 고상홈) 승강장이다. KTX-이음 고상홈 승강장에는 스크린도어가 설치되어 있다.
| ↑ 삼산                        |
| \| 4 3 \| 2 1 \|              |
| 원주(중앙선) ↓/만종(강릉선) ↓ |

| 1 | 강릉선 중앙선 태백선 | KTX                                    | 강릉 · 동해방면          |
| 1 | 강릉선 중앙선 태백선 | KTX · 무궁화호 · ITX-새마을 · ITX-마음 | 제천 · 안동 · 부전방면   |
| 2 | 강릉선 중앙선 태백선 | 무궁화호                               | 태백 · 동해방면          |
| 3 | 중앙선 강릉선        | KTX · 무궁화호 · ITX-새마을 · ITX-마음 | 양평 · 청량리 · 서울방면 |
| 4 | 중앙선 강릉선        | KTX                                    | 양평 · 청량리 · 서울방면 |

## KTX-이음복합열차
이 역에서는 안동역에서 출발하는 700번대 중앙선 KTX-이음과 강릉역/동해역에서 출발하는 800, 840번대 강릉선 KTX-이음이 하나로 연결되거나 분리된다. 상행 열차의 경우에는 중앙선 KTX-이음열차가 먼저 도착해 승객들을 승하차 시키는 중 자동병결장치를 돌출하고 대기한다. 뒤에 오는 강릉선 KTX-이음열차가 서원주역 구내에 진입하면 중앙선 KTX-이음 열차는 잠시 출입문을 닫는다. 강릉선 KTX-이음열차는 앞차와 2미터 정도 떨어진 상태로 도착후 전공일채 자동연결기 가림막을 열고 직원이 기기점검을 마친 후 무전지시를 한다. 강릉선 KTX-이음열차는 시속 2Km/h이내로 진입하면서 중앙선 KTX-이음 열차와 하나로 합병된다. 두 열차는 집전장치를 내리고 15초후에 두 열차의 뒷 쪽 집전장치가 올리면 두 열차의 출입문이 개방되면서 승객들을 승하차 시킨 후 정시가 되면 다음 정차역으로 출발한다. 
반대로 하행 열차의 경우에는 강릉선 KTX-이음 열차가 앞에 있고 중앙선 KTX-이음 열차는 뒤에 연결되어 서원주역까지 운행된다. 도착 후 출입문이 열리면 승객들을 승하차 시키는 도중에 두 열차는 집전장치를 내리고 유압으로 분리작업이 잘 되는지 직원이 지켜본 후 무전으로 앞차에 분리양호를 알린다. 이후 선행 강릉선 KTX-이음 열차가 집전장치를 올린 뒤 정시가 되면 문을 닫고 자동연결장치로 분리되어 출발한다. 뒤에 있는 중앙선 KTX-이음 열차는 자동병결장치 가림막을 닫고 집전장치를 올린 뒤 문을 닫고 출발한다. KTX-이음은 1~6호차까지 있는데, 복합열차의 경우에는 1~12호차까지 있게 된다.

## 역 주변
- 지정초등학교
- 소금산쉼터

## 사진

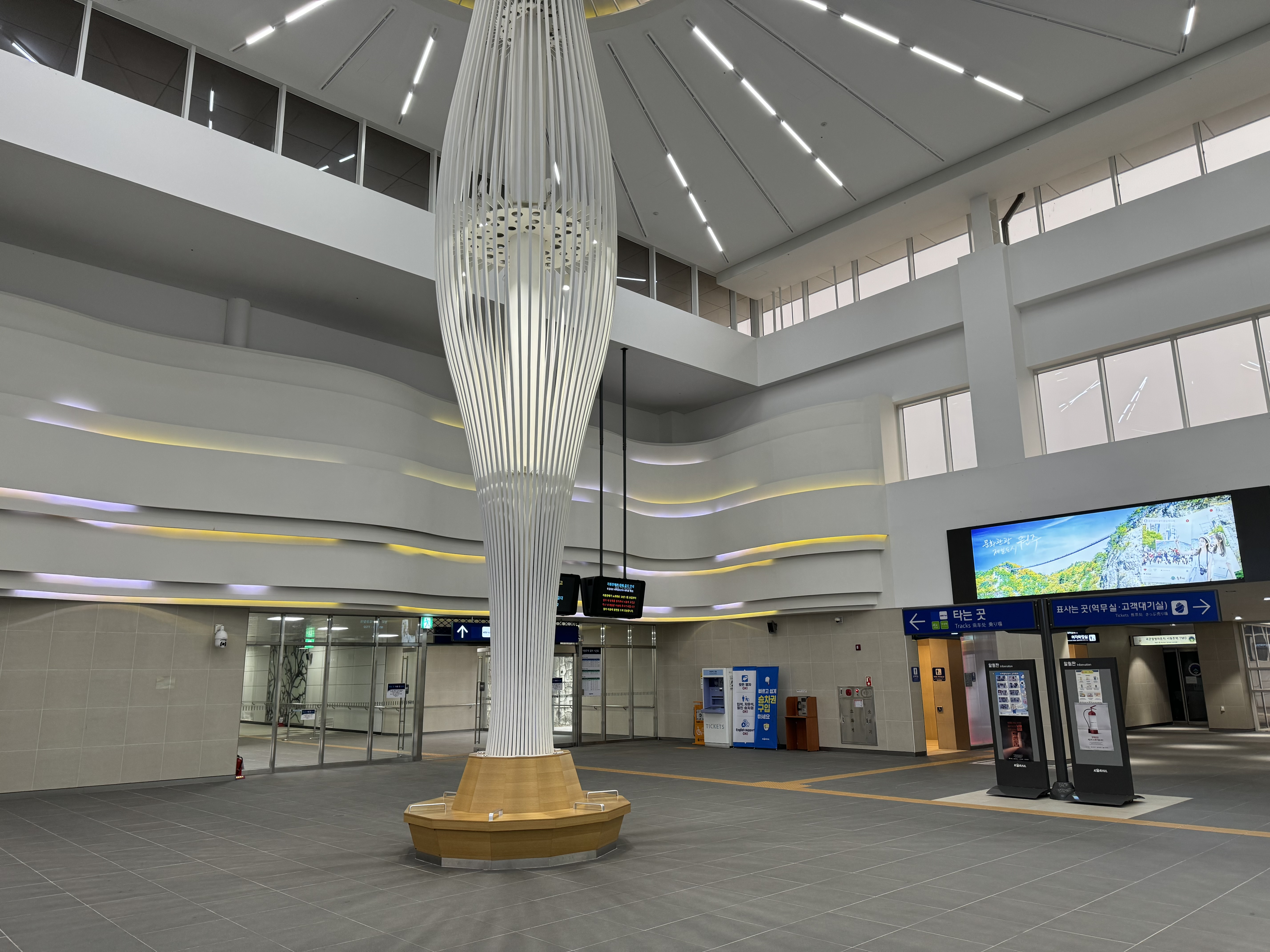
대합실
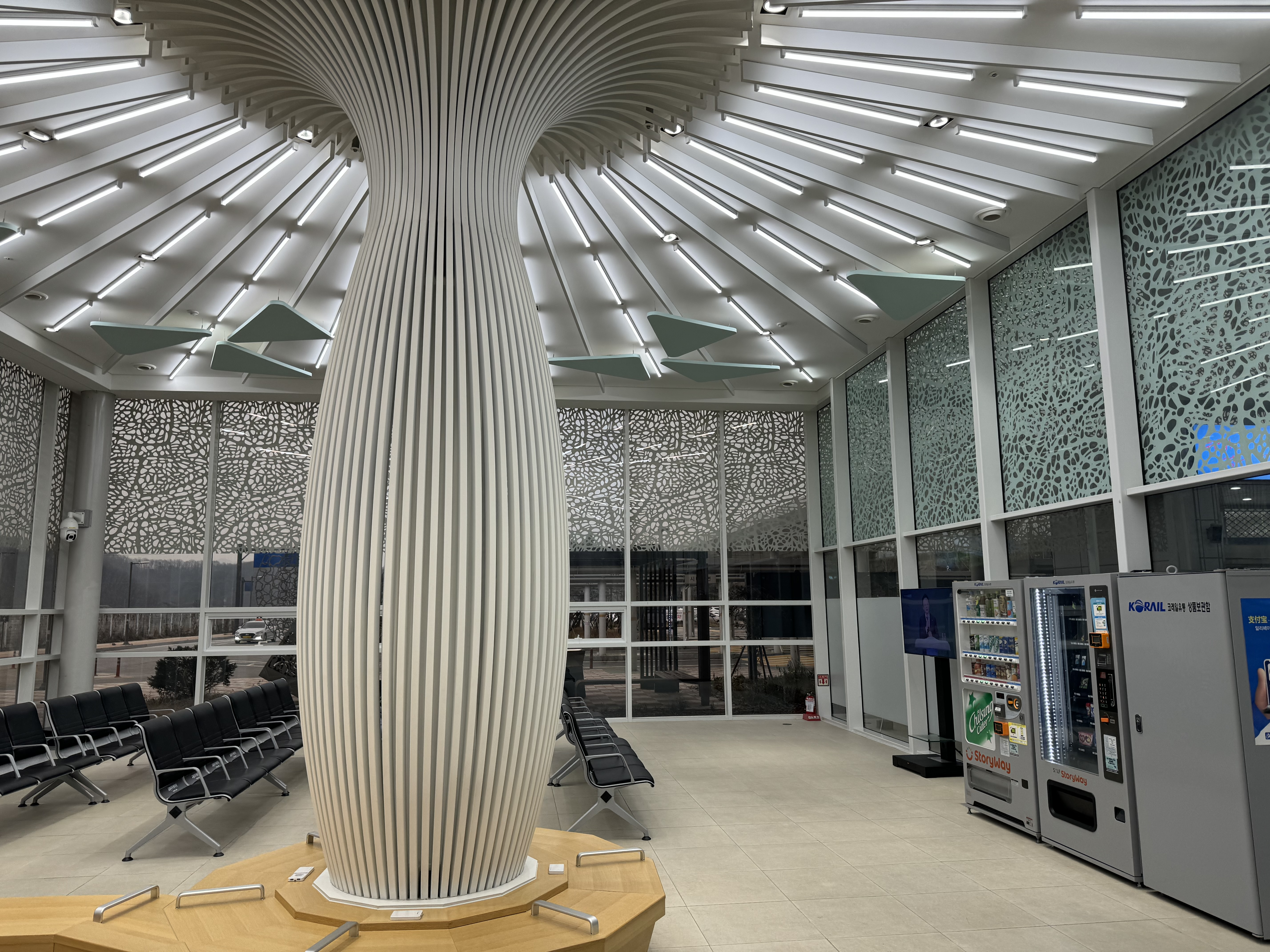
대합실
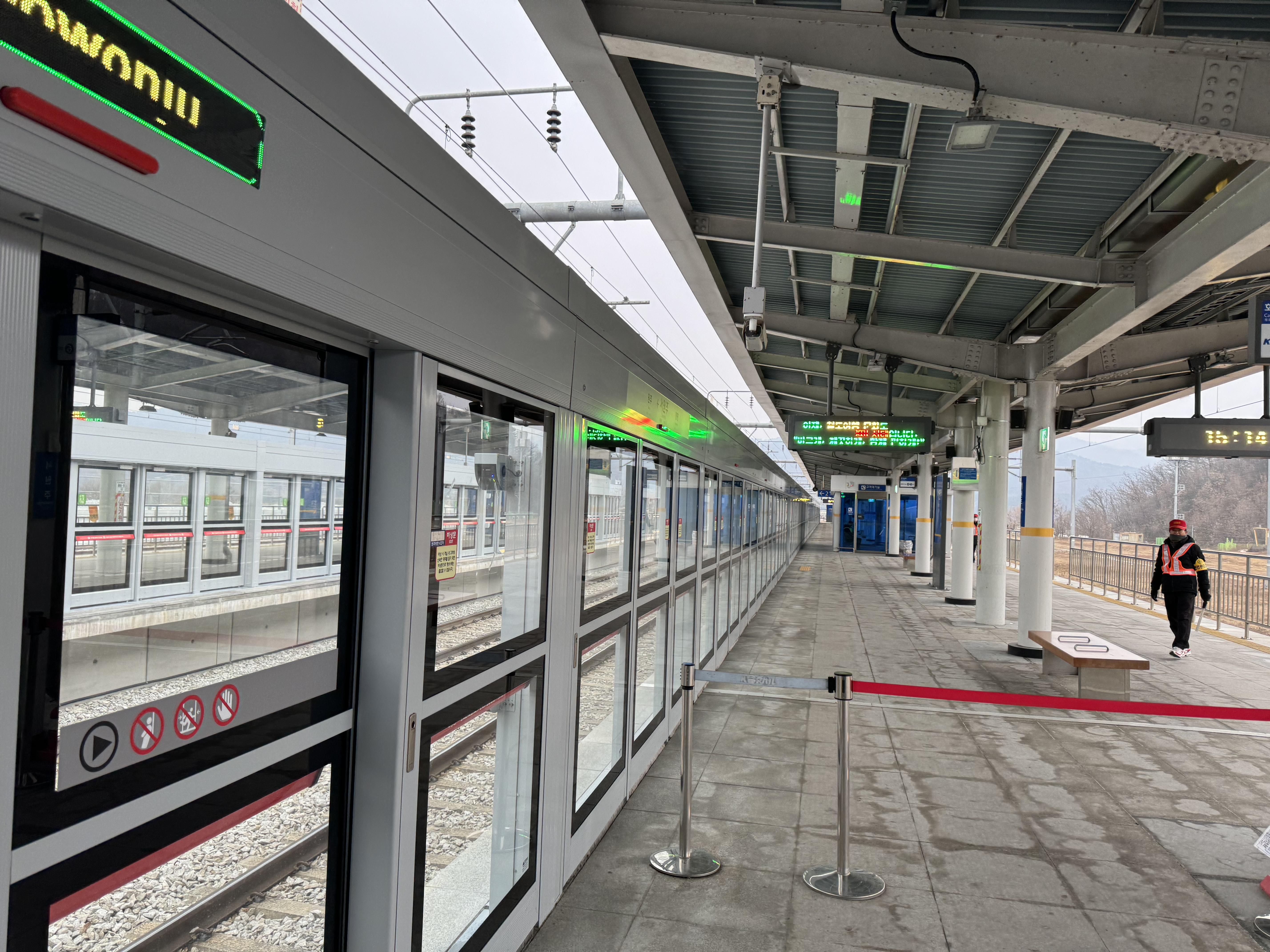
KTX 승강장
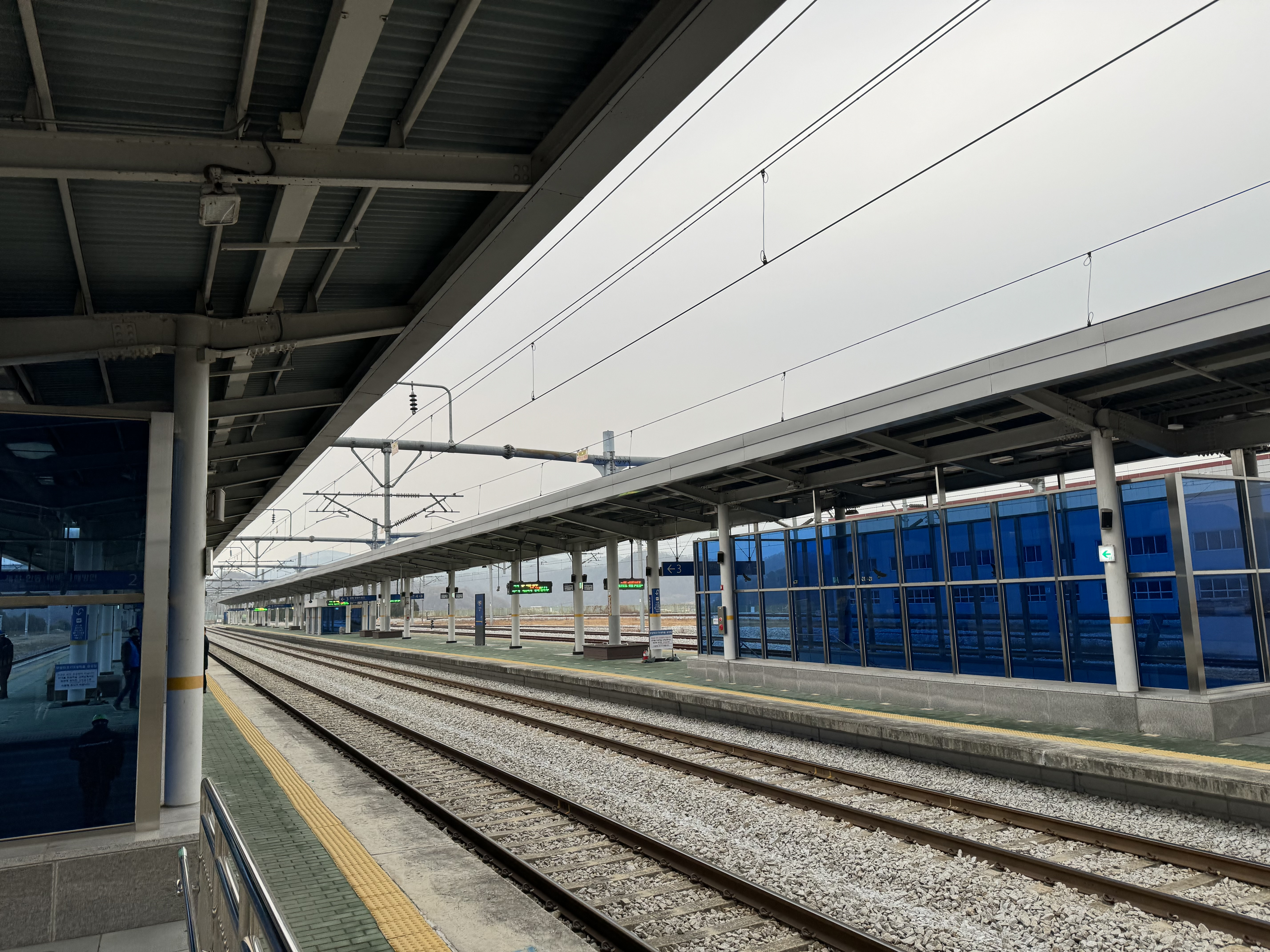
일반열차 승강장

## 인접한 역
| 경강선           | 경강선                 | 경강선                |
| ---------------- | ---------------------- | --------------------- |
| 양평 행신 방면   | KTX 강릉선             | 만종 강릉 · 동해 방면 |
| 중앙선           |                        |                       |
| 양평 서울 방면   | KTX 중앙선             | 원주 부전 방면        |
| 삼산 청량리 방면 | ITX-새마을 중앙선      | 원주 안동 방면        |
| 양동 청량리 방면 | ITX-마음 중앙선        | 원주 부전 방면        |
| 삼산 청량리 방면 | 무궁화 중앙선 · 태백선 | 원주 동해 · 제천 방면 |